# BMW HP2 Megamoto
La BMW HP2 Megamoto est une motocyclette, créée par le constructeur allemand BMW.
Pour pousser plus loin le concept de supermotard, BMW présente au salon de Munich 2006 une version encore plus orientée route de la HP2 Enduro.
Le taux de compression du moteur passe à 12:1, contre 11:1 pour l'enduro. La puissance est légèrement augmentée (113 ch à 7 500 tr/min).
Elle se pare d'un carénage tête de fourche, emprunté à la G 650 X.
Le débattement de la fourche est réduit à 160 mm, tandis que le monoamortisseur pneumatique est remplacé par un élément Öhlins classique. À l'arrière, le débattement est ramené à 160 mm.
La géométrie du cadre est différente, l'angle de chasse passe de 57,5 à 61,4°, l'empattement perd 9 mm.
Le frein avant est à deux disques de 320 mm de diamètre, pincés par des étriers à quatre pistons. Depuis le millésime 2008, l'ABS est proposé en option.
Les jantes à rayons sont abandonnées pour des modèles à bâton en aluminium, chaussées de pneus de 120/70 et 180/55, par 17 pouces.
La hauteur de selle est de 890 mm, mais une option selle basse est possible, permettant de gagner 45 mm.
Le poids augmente de 3 kg.